# Panicum yavitaense
Panicum yavitaense är en gräsart som beskrevs av Jason Richard Swallen. Panicum yavitaense ingår i släktet vipphirser, och familjen gräs. Inga underarter finns listade i Catalogue of Life.